# Wegekreuz Bubenheim

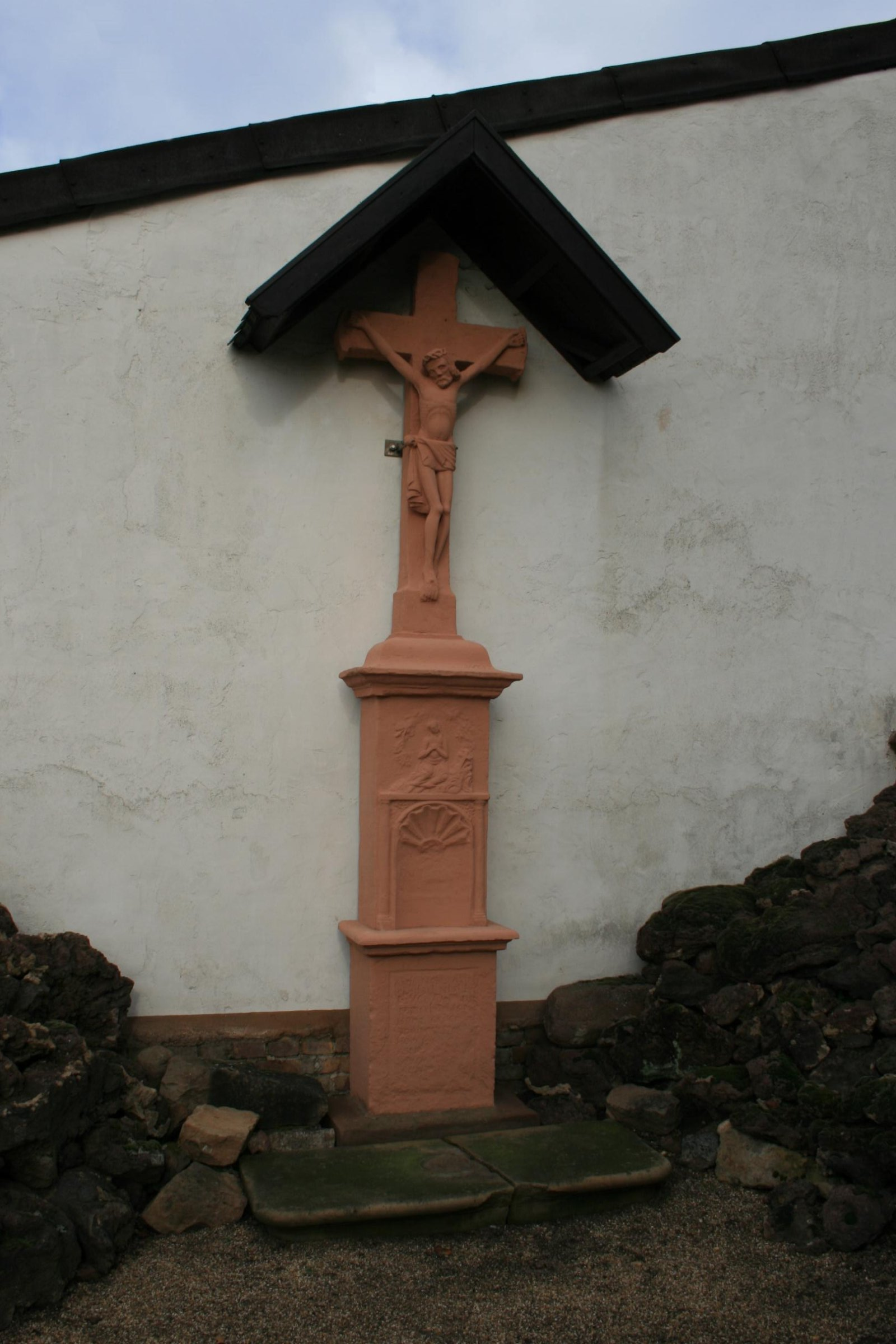
Das Wegekreuz

Das Wegekreuz Bubenheim steht hinter Gut Bubenheim bei Rommelsheim, einem Ortsteil der Gemeinde Nörvenich im Kreis Düren, Nordrhein-Westfalen.
Das etwa 3 m hohe Kreuz wurde in der 2. Hälfte des 18. Jahrhunderts erbaut. Es besteht aus Buntsandstein. Der Sockel ist in eine moderne Lourdesgrotte integriert. Über dem Sockel ist eine Muschelnische in den Pfeiler eingebaut, darüber eine Pietà im Hochrelief. Auf dem eingezogenen Kreuz hängt ein steinerner Korpus.
Das gesamte Kreuz steht unter einem kleinen Holzdach und ist mit einer dicken Farbschicht überzogen.
Das Wegekreuz wurde am 29. Juli 1985 in die Denkmalliste der Gemeinde Nörvenich unter Nr. 69 eingetragen.

## Belege
- Denkmalliste der Gemeinde Nörvenich (PDF; 108 kB)

Koordinaten: 50° 46′ 15,5″ N, 6° 32′ 59,5″ O